# Elam Rotem
Pour les articles homonymes, voir Elam.
Elam Rotem, né le 29 novembre 1984 à Sdot Yam, est un compositeur, chanteur (basse) et claveciniste basé à Bâle, en Suisse. Il est un expert reconnu de la musique ancienne, en particulier de la musique du tournant du XVIIe siècle. Il est le fondateur de l'ensemble Profeti della Quinta qu'il dirige.

## Biographie
Rotem est né en 1984 à Sdot Yam, un kibboutz d'Israël. Pendant ses études au lycée Kibbutz Kabri, il a mis en place un quintette vocal avec d’autres étudiants. Cet ensemble est ensuite devenu l'ensemble international appelé Profeti della Quinta, qui se produit maintenant régulièrement dans toute l'Europe, l'Amérique du Nord, Israël et ailleurs à l'étranger. Rotem a étudié le clavecin à l'Académie de musique et de danse de Jérusalem et a fait des études supérieures de basse continue, d'improvisation et de composition à la Schola Cantorum Basiliensis. Il a ensuite complété son doctorat en 2016 par l'intermédiaire de la Schola Cantorum Basiliensis dans le cadre d'un programme de partenariat avec l'université de Würzburg, en Allemagne.
Rotem se spécialise dans le style musical des XVIe et XVIIe siècles en Italie. Il a créé et entretient le site Web primé, Early Music Sources.com. 
Son ensemble, Profeti Della Quinta, est connu dans le monde entier pour ses interprétations de la musique du compositeur juif Salomone Rossi, qui fut le premier compositeur à utiliser le langage musical occidental chrétien pour composer des prières et des psaumes en hébreu (The Songs of Salomon, 1623).

## Œuvres
Rotem a composé des œuvres majeures du style italien du tournant du XVIIe siècle, fondées sur des textes bibliques en hébreu original. Les œuvres hébraïques ont été composées à l'époque par le compositeur de Mantoue, Salomone Rossi. 
Alors que d'innombrables compositions ont été écrites à partir de textes bibliques, les œuvres de Rotem sont uniques, tant par son utilisation au XXIe siècle du style de la fin de la Renaissance que par son adhésion aux textes originaux en hébreu. 
- Rappresentatione di Giuseppe ei Suoi Fratelli (Joseph et ses frères) 
Drame musical en trois actes, composé dans l'esprit des premiers opéras. 2014.
- Quia Amore Langueo
Cantique des cantiques et sombres contes d'amour bibliques. 2015.

## Discographie
- Salomone Rossi, Le chant de Salomon et musique instrumentale - Profeti Della Quinta et Ensemble Muscadin (2009, Pan Classics) (OCLC 605510988)
- Salomone Rossi, Il Mantovano Hebreo, madrigaux italiens, prières hébraïques et musique instrumentale - Profeti Della Quinta, dir. Elam Rotem (15-18 juillet 2012, SACD Linn Records CKD 429) (OCLC 1080273282)
- Rore, Monteverdi et Gesualdo, dans Wege zum Barock (« Les chemins du baroque : Tradition et avant-garde vers 1600 ») (2013, disque du festival Cantando) (OCLC 855728215)
- Orlando di Lasso, Musica Reservata : Musique secrète pour Albert V / Les psaumes pénitentiels d'Orlando di Lasso joués dans un cadre historique (24-25/27-28 août 2012, Pan Classics) (OCLC 985112850)
- Luzzasco Luzzaschi, Madrigaux, motets et musique instrumentale - Profeti della Quinta (8-13 juin 2015, Pan Classics) (OCLC 936492243)
- The Carlo G. manuscript, musique liturgique virtuose du début du XVIIe siècle - Profeti della Quinta ; Plamena Nikitassova, violon ; Jörg-Andreas Bötticher, orgue (26-27 avril/2-6 mai 2016, Glossa)[5],[6] (OCLC 987333931).

### Compositeur
- Elam Rotem, Représentation de Joseph et ses frères, drame musical biblique en trois actes composé par Elam Rotem dans l'esprit des premiers opéras - Profeti Della Quinta : Doron Schleifer, canto primo ; David Feldman, canto secondo, Dino Lüthy, alto ; Dan Dunkelblum, ténor ; Elam Rotem, basse et direction (janvier-février 2013, 2 CD Pan Classics) (OCLC 875577878)
- Elam Rotem, Quia Amore Langueo : Cantique des Cantiques et Dark Biblical Love Contes, motets et scènes dramatiques composés dans l'esprit de la musique italienne du début du XVIIe siècle - Doron Schleifer, canto primo ; David Feldman, canto secondo ; Lior Leibovici, alto ; Dan Dunkelblum, ténor ; Elam Rotem, basse et direction ; Nathaniel Cox, cornet ; Ori Harmelin, chitarrone, baroque guitare ; Ryosuke Sakamoto, viole de gambe et chitarrone ; Giovanna Baviera, viole de gambe ; Elizabeth Rumsey, violone et lirone (2015, Pan Classics) (OCLC 1014151227)

### Vidéos
- Hébreu : À la recherche de Salomone Rossi, un film de Joseph Rochlitz avec Profeti Della Quinta (site officiel)